# Wienerfilharmonikernas nyårskonsert 1972
Wienerfilharmonikernas nyårskonsert 1972 räknas som den 32:a Nyårskonserten från Wien och ägde rum den 1 januari 1972 i Wiens Musikverein. Den dirigerades för 18:e gången gången av Willi Boskovsky. Det var den 14:e nyårskonserten vars 2:a del sändes på TV via Eurovision. Den sändes också för sjunde gången på Intervision, TV-föreningen för de tidigare socialistiska staterna. För andra gången i konsertens historia framfördes ett verk som inte var komponerat av någon inom Strauss-familjen; nämligen valsen Wiener Bürger av Carl Michael Ziehrer (första gången var 1961 med Joseph Lanner).

## Historia
Strikt räknat var det Wienerfilharmonikernas 27:e nyårskonsert, eftersom det inte var förrän 1946 som Josef Krips introducerade denna titel, som behölls 1947 och därefter. Dessutom var det den 33:e Årsskifteskonserten, för vid årsskiftet 1939/40 gavs det en Außerordentliches Konzert (extraordinär konsert) av Wienerfilharmonikerna, som dock ägde rum på nyårsafton 1939. Från 1941 dirigerades den av Clemens Krauss, med undantag för åren 1946 och 1947 då Krauss förbjöds att dirigera på grund av sin närhet till nazistregimen och ersattes av Josef Krips.
Efter Clemens Krauss död 1954 valdes Willi Boskovsky enhälligt av orkestermedlemmarna till positionen som permanent dirigent för nyårskonserten, som han dirigerade för första gången 1955 (och fram till 1979). Willi Boskovsky är ihågkommen för att han dirigerade stora delar av konserten (mestadels valserna), med violinstråken och fiolen vilande på höften (emellanåt låg den på ett litet bord bredvid dirigentpulten). Han använde ytterst sällan en taktpinne.
Enskilda musikstycken ackompanjerades av balettinspelningar. Medlemmar ur baletten i Volksoper Wien dansade och koreografin gjordes av Dia Luca.
Den andra delen av nyårskonserten sändes på TV. Det var ett Eurovision-program gemensamt producerat av österrikiska ORF och Zweite Deutsches Fernsehen (ZDF). Genom ett samarbete 1966 med Intervision – en institution jämförbar med Eurovision i dåtidens socialistiska länder – sändes Wienerfilharmonikernas nyårskonsert till Polen, Sovjetunionen, Östtyskland, Rumänien och Ungern.
Förutom i Österrike sändes programmet i Belgien, Västtyskland, Frankrike, Storbritannien, Italien, Nederländerna, Sverige, Schweiz, Finland, Norge, Spanien, Danmark, Luxemburg, Portugal, Irland och Jugoslavien. Det överfördes till andra icke-europeiska länder (Australien för första och enda gången 1970 och inga icke-europeiska stater 1971) som Brasilien, Hong Kong, Singapore och Taiwan. Totalt sändes det i 26 länder.

## Program

### 1:a delen
1. Johann Strauss den yngre: Frühlingsstimmen, Vals, op. 410
2. Josef Strauss: Moulinet-Polka, Polka française, op. 57
3. Josef Strauss: Im Fluge, Polka schnell, op. 230
4. Joseph Lanner: Hofballtänze, Vals, op. 161
5. Josef Strauss: Aus der Ferne, Polka mazur, op. 270
6. Johann Strauss den yngre: Nordseebilder, Vals, op. 390
7. Johann Strauss den yngre: Explosions-Polka, Polka schnell, (sic)*op. 43

### 2:a delen
1. Johann Strauss den yngre: Ouvertyr till operetten Die Fledermaus
2. Johann Strauss den yngre: Bitte schön!, Polka française, op. 372
3. Carl Michael Ziehrer: Wiener Bürger, Vals, op. 419
4. Johann Strauss den yngre: Russischer Marsch, op. 426
5. Johann Strauss den yngre och Josef Strauss: Pizzicato-Polka
6. Josef Strauss: Jokey-Polka, Polka schnell, op. 278
7. Johann Strauss den yngre: Wo die Citronen blüh’n, Vals, op. 364
8. Josef Strauss: Arm in Arm, Polka mazur, op. 215
9. Johann Strauss den yngre: Stürmisch in Lieb' und Tanz, Polka schnell, op. 393

### Extranummer
1. Johann Strauss den yngre: Banditen-Galopp, op. 378
2. Johann Strauss den yngre: An der schönen blauen Donau, Vals, op. 314
3. Johann Strauss den äldre: Radetzkymarsch, op. 228

Verkförteckningen och verkens ordning finns på Wienerfilharmonikernas webbplats.
De verk markerade med * stod för första gången på programmet till en Nyårskonsert.
*Explosions-Polka är ingen "Polka schnell" (Snabbpolka) i egentlig mening, den beteckningen användes Johann Strauss den yngre först med op. 281 (Vergnügungszug (Polka schnell)).

## Weblänkar
- Programmet till nyårskonserten 1972 på wienerphilharmoniker.at